# Muirchertach MacLochlainn
Muirchertach MacLochlainn ou Muircheartach mac Neill Ua Lochlainn  roi du Cenél nEógain (1136-1143 & 1145-1166). Son royaume s'étendait des plaines proches de la capitale religieuse de l'Irlande à Armagh jusqu'à la péninsule d'Inishowen dans le Donegal. Entre 1149/1150 et 1166  il est « Ard ri Erenn co fressabra » c'est-à-dire « Haut-roi en opposition  »

## Origine
Muirchertach MacLochlainn était le fils de Niall († 1119) éphémère roi du Tir Conail tué à 28 ans par le Cinel-Moain lui-même fils de Domhnall MacLochlainn. Sa famille représentait la branche aînée du Cenél nEógain issu des O'Neill du Nord.
Muichertach devient roi du Cenél nEógain en 1136 après la mort de son oncle Conchobar mac Domnaill. La première mention dans les chroniques d'Irlande le concernant en 1139 est liée à la défaite qu’il inflige au Clann Laithbheartaigh dans le nord du Cenél nEógain  dont il tue le chef Mathghamhain. En 1142 il défait d'autres petits rois vassaux mais lors de cette seconde campagne il est gravement blessé, puis déposé par Domnall Ua Gairmledaig

## Règne

### Succès initiaux
En 1145 il retrouve son royaume avec l'appui d' l'Airgialla et du Cenél Conaill. Après avoir consolidé sa situation en Tir Eoghain il est victorieux dans un combat du roi de l'est de l'Ulaid en 1147. L'année suivante il remplace le souverain d'Ulaid par l'un de ses parents et reçoit des otages de l'Ulaid, d'Airgialla et du Cenél Conaill lors d'une assemblée à Armagh où après ce geste de soumission il apparaît comme principal souverain du nord de l'Irlande. En 1149 il ressert son emprise sur l'Ulaid et conduit sa cavalerie vers le sud où il reçoit des otages de Tighearnan O’Rourke du royaume de Breifne et de celui de Mide. Il va ensuite à Dublin et obtient la soumission des dirigeants Norvégiens-Gaëls et des otages de leur suzerain Diarmait Mac Murchada roi de Leinster.
À cette époque Toirdhelbach mac Diarmata Ua Briain de Munster et Toirdhealbhach Ua Conchobhair de Connaught étaient engagés dans un conflit qui tournait au désavantage du premier à la suite de sa défaite à Moinmor au Munster en 1151. Mettant à profit la situation, Muirchertach MacLochlainn, attaque avec ses alliés le Connaught et oblige son roi à lui donner des otages. Ces succès font de Mac Lochlainn un prétendant au titre d'Ard ri Erenn dont la position était occupé par le désormais âgé roi de Connacht Toirdelbach Ua Conchobair. En 1150 Mac Lochlainn obtient des otages du Connacht et il divise le royaume de Mide en petits États. L'année suivante il lance une invasion du Connacht et obtient des otages comme symbole de sa suprématie.

### Ard ri Erenn
En 1152 Ua Conchobair et lui désormais en paix joignent leur force et partagent de nouveau le royaume de Mide. En 1153 MacLochlainn met en déroute les forces du Connacht conduites par Ruaidri le fils de Toirdelbach Ua Conchobair pendant que l'année suivante les forces du Connacht remportent un succès limité dans un grand engagement naval au large de la côte d'Inishowen, principalement parce que Muirchertach a réussi à rassembler une flotte venant du Galloway du Kintyre et de l'île de Man pour le soutenir. Bien que ses forces aient subi de lourdes pertes Muichertach est désormais suffisamment puissant pour avancer ses armées à travers le Connacht et Bréifne et lorsqu'il se présente devant Dublin les Ostmen le proclament roi. Il leur fait don de 1200 vaches comme « tuarastal » ou stipendes, symboles de sa souveraineté. Implicitement cette action renforce sa position d'Ard ri Erenn bien que son « règne » soit habituellement daté de la mort de Toirdelbach Ua Conchobair en 1156.
En 1156 Mac Lochlainn envahit l'Osraige en accord avec Diarmait Mac Murchada. Une année après il est au Munster qu'il repartage et ayant assiégé Limercik il se voit offrir ce royaume par les Ostmen. En commémoration de ce circuit guerrier un poème connu sous le nom de « Moirthimchell Éirenn Uile » est composé. Sa suprématie n'est toutefois pas incontestée Ruaidri Ua Conchobair attaque le Tir Eoghain en 1157 et 1158 et cette dernière année lui et ses alliés Ua Ruairc et Ua Briain le combattent lors de la bataille de Ardee dans le comté de Louth mais ils sont sévèrement mis en déroute. Mac Lochlainn ravage ensuite Breifne et cantonne ses troupes pendant un mois en Mide où il chasse le Donnchadh O’Maelseachlainn et il razzie le Connacht. En  1161 ayant reçu des otages du royaume de Breifne il accepte la soumission formelle de Ruaidri Ua Conchobair et de Diarmait Mac Murchada et il est déclaré  « Roi d'Irlande cen bhfreasúra » (c'est-à-dire: sans opposition).

### Relations avec l'église
Comme roi Mac Lochlainn se présente comme un grand bienfaiteur de l'Église. le livre de Kells contient un document par lequel il donne l'église d'Arbraccan en Mide, libérée des exactions des pouvoirs séculiers. Gill Meic Liac mac Diarmata meic Ruaidri (dit : Gelasius), archevêque d'Aramagh fait une visite au Tir Eoghain en 1150 et en 1162 et reçoit un tribut. La même année Muirchertach donne à l'abbé de Derry, Flaithbertach Ua Brolchain, un anneau d'or et d'autres cadeaux et l'autorise à faire aussi un circuit dans le Tir Eoghain.
En 1162 ensemble roi et abbé commencent un programme de construction à Derry qui culmine en 1164 lors de l'érection d'une église de 90 pieds de long. la même année Muirchertach appuie l'archevêque d'Armagh qui est en conflit avec l'abbé d'Iona. Le roi est présent lors de la consécration de l'Abbaye de Mellifont en 1157 et il accorde à ses moines des vaches et de l'or ainsi que des domaines en Mide. Dans le même temps il est l'origine d'une charte en faveur des cisterciens de Newry dans le comté de Down dans laquelle il se nomme lui-même « rex totius Hiberniae » (c'est-à-dire: Roi de toute l'Irlande) et à qui il accorde un don de domaines à proximité de sa résidence.

### Fin de règne
Mac Lochlainn semble avoir parfois appréhendé la propriété des territoires qu'il a conquis. En 1163 Diarmait Ua Mael Sechlainn lui paie 100 onces d'or pour recevoir la royauté de l'actuel comté de Westmeath. En 1165 il doit faire face à un soulèvement de l’Ulster qu’il réprime brutalement. Il ne se contente pas de bannir son souverain Eochaid Mac Duinn Sléibe mais il donne ses domaines dans son ancien royaume à Donnchad Ua Cerbaill roi d'Airgialla, ainsi que l'église de Saul dans le Down. L'année suivante il aveugle Eochaid par trahison et cet acte qui suscite une large réprobation est à l'origine de sa chute.
Le Tir Eoghain est envahi par les forces d'Airgialla et de Bréifne et Muirchertach MacLochlainn est tué en 1166 dans un combat au sud d'Armagh, lors d’une invasion du territoire du Cénel nÉoghain, par Donnchad Ua Cerbaill roi d'Airgíalla qui se pose en vengeur de Eochaidh Mac Duinnsleibhe Ua Eochadha, roi d’Ulster dont il avait fait crever les yeux malgré un serment garantissant son immunité fait à Armagh. Muirchertach sera inhumé dans le mausolée des rois à Armagh, ce que les hommes d'église de Derry considèrent comme une grave offense.

### Conséquences
Sa mort affaiblit considérablement la lignée des Meic Lochlann et ouvre la voix à la restauration du pouvoir des Uí Néill en Ulster. Muircertach aura comme successeur comme « Haut roi d'Irlande » Ruaidri Ua Conchobair. La mort de Mac Lochlainn laisse également sans appui son principal allié Diarmait Mac Murchada de Leinster qui sera rapidement attaqué et chassé par ses ennemis. Contraint à l'exil il recherche des alliés extérieurs et donne ainsi un prétexte à l'Invasion normande de l'Irlande.

## Descendance
D'une union inconnue Muirchertach laisse plusieurs fils
- Lochlann († 1160)
- Conchobar († 1170) roi du Cénel nÉogain (1166-1167), père de Conchobar Bec mac Conchobair Mac Lochlainn roi en 1201.
- Niall Mac Lochlainn († 1176) roi du Cénel nÉogain (1170-1176)
- Mael Seachlainn († 1185) roi du Cénel nÉogain (1177-1185) père de Ardgar MacLochlainn († 1177) et d'Aed († 1215).
- Domnall († 1189) père de Tadg († 1189)
- Muirchertach roi du Cénel nÉogain (1188-1196) père de Domnall mac Muirchertaig Mac Lochlainn roi en 1234 tué en 1241 dernier roi Cénel nÉogain issu du clan Mac Lochlainn.
- Diarmait († 1204) père de Magnus († 1202)
- ? Ardgar († 1196)